# Upland (Indiana)
Upland é uma cidade  localizada no estado americano de Indiana, no Condado de Grant.

## Demografia
Segundo o censo americano de 2000, a sua população era de 3803 habitantes.
Em 2006, foi estimada uma população de 3688, um decréscimo de 115 (-3.0%).

## Geografia
De acordo com o United States Census Bureau tem uma área de
10,2 km², dos quais 10,2 km² cobertos por terra e 0,0 km² cobertos por água.

## Localidades na vizinhança
O diagrama seguinte representa as localidades num raio de 12 km ao redor de Upland.